# Stede Broec
Stede Broec  è una municipalità dei Paesi Bassi di 21 268 abitanti situata nella provincia dell'Olanda Settentrionale.